# Syriza
Syriza (grekiska: Συνασπισμός Ριζοσπαστικής Αριστεράς, transkriberat: Synaspismós Rizospastikís Aristerás, grekisk akronym: ΣΥΡΙΖΑ) är ett demokratiskt socialistiskt politiskt parti i Grekland. Partiet var ursprungligen en koalition av vänsterorienterade politiska partier i Grekland och bildades år 2004. Den 22 maj 2012 ombildades koalitionen till ett politiskt parti, för att kunna erhålla de 50 extra mandat som tilldelas det största partiet i de grekiska parlamentsvalen.
Partiet leds sedan 2009 av Alexis Tsipras, som var Greklands premiärminister från den 26 januari till 20 augusti 2015 och från den 21 september 2015 till den 8 juli 2019.
Den 21 augusti 2015 bröt sig 25 av Syrizas 149 parlamentsledamöter ur partiet och bildade det nya partiet Folklig enighet.
I 2019 års parlamentsval fick konservativa Ny demokrati 40 procent av rösterna, jämfört med 28,5 procent för sittande premiärminister Alexis Tsipras parti Syriza.  Ny demokrati fick egen majoritet i parlamentet och  Kyriakos Mitsotakis blev ny premiärminister.

## Valresultat

### Parlamentsval
Val till Hellenska parlamentet.
| Resultat sedan 2004 | Resultat sedan 2004 | Resultat sedan 2004 | Resultat sedan 2004 | Resultat sedan 2004 |
| År                  | Röster              | %                   | Antal mandat        |                     |
| ------------------- | ------------------- | ------------------- | ------------------- | ------------------- |
| 2004                | 241.539             | 3,26 %              | 6                   |                     |
| 2007                | 361.211             | 5,04 %              | 14                  |                     |
| 2009                | 315.627             | 4,60 %              | 13                  |                     |
| maj 2012            | 1.061.265           | 16,78 %             | 52                  |                     |
| juni 2012           | 1.655.079           | 26,89 %             | 71                  |                     |
| jan 2015            | 2.245.978           | 36,34 %             | 149                 |                     |
| sep 2015            | 1.925.904           | 35,46 %             | 145                 |                     |
| 2019                | 1.781.174           | 31,53 %             | 86                  |                     |

### Europaparlamentsval
Val till Europeiska unionens Europaparlament.
| År   | Röster    | %       | Antal mandat |
| ---- | --------- | ------- | ------------ |
| 2009 | 240.898   | 4,70 %  | 1            |
| 2014 | 1.514.853 | 26,58 % | 6            |
| 2019 | 1.204.083 | 23,76 % | 6            |